# Nhện trắng
Nhện trắng là một họ mite trong lớp hình nhện. Chỉ một vài chi nhện trắng (Steneotarsonemus, Polyphagotarsonemus, Phytonemus, Floridotarsonemus và Tarsonemus) được biết là ăn các thực vật bậc cao trong khi hầu hết các loài còn lại trong họ này thì ăn sợi nấm hoặc có thể là thân tảo. Thậm chí trong số các loài ăn thực vật, hầu hết chúng được tìm thấy trong các vùng có thân cây non, mảnh do dễ cắn. Tuy nhiên có 2 loài (Polyphagotarsonemus latus và Steneotarsonemus pallidus) có thể ăn lá già do chúng có khả năng tiêm chất độc trong khi ăn làm cho các tế bào trở nên mỏng xung quanh chỗ chúng ăn. This proliferation of new growth often results in leaves that appear stunted, puckered and twisted.

## Các chi
- Acarapis
- Floridotarsonemus
- Phytonemus
- Polyphagotarsonemus
- Steneotarsonemus

- Steneotarsonemus spinki (nhện gié)

- Tarsonemus